# Trần Văn Điển
Trần Văn Điển (* 27. Januar 1998) ist ein vietnamesischer Leichtathlet, der im Weit- und Dreisprung an den Start geht.

## Sportliche Laufbahn
Erste internationale Erfahrungen sammelte Trần Văn Điển im Jahr 2022, als er bei den Südostasienspielen in Hanoi mit einer Weite von 15,84 m die Bronzemedaille im Dreisprung hinter dem Malaysier Andre Anura und Mark Harry Diones von den Philippinen gewann. Zudem belegte er mit 7,46 m den vierten Platz. Im Jahr darauf wurde er bei den Südostasienspielen in Phnom Penh mit 15,61 m Fünfter im Dreisprung.
2021 wurde Trần Văn Điển vietnamesischer Meister im Dreisprung.

## Persönliche Bestleistungen
- Weitsprung: 7,46 m (0,0 m/s), 15. Mai 2022 in Hanoi
- Dreisprung: 15,84 m (+1,0 m/s), 17. Mai 2022 in Hanoi